# Notothlaspi australe
Notothlaspi australe là một loài thực vật có hoa trong họ Cải. Loài này được Hook. f. mô tả khoa học đầu tiên.